# Rudolf Janzsa
Rudolf Janzsa (* 21. März 1914 in Graz; † 26. Oktober 1994 in Scheibbs) war ein österreichischer Politiker (ÖVP) und Betriebsberater. Janzsa war von 1964 bis 1969 Abgeordneter zum Landtag von Niederösterreich.

## Leben und Wirken
Rudolf Janzsa wurde am 21. März 1914 als Sohn des Bäckergehilfen Stefan Janzsa (* 3. Juli 1885; † 7. Jänner 1969 in Graz) und dessen Ehefrau Anna (geborene Padarič; * 21. Mai 1885; † 20. Oktober 1969 in Graz) in Graz geboren und am 24. März 1914 auf den Namen Rudolf getauft. Seine Eltern hatten am 30. Juni 1909 in Radkersburg geheiratet.
Janzsa war beruflich als Helfer in Buchführungs- und Steuersachen tätig und zudem als Betriebsberater aktiv. Am 2. Juni 1941 schloss Rudolf Janzsa in Scheibbs die Ehe mit Helene Wilhelmine Johanna Janda (* 24. Juni 1914). Ab 1947 arbeitete er als selbständiger Wirtschaftstreuhänder, ab 1961 hatte er zudem verschiedene Kammerfunktionen inne. Im politischen Bereich engagierte er sich ab 1968 als Gemeinderat in Scheibbs, zwischen 1970 und 1985 war er zudem Stadtrat. Janzsa wirkte zwischen 1974 und 1980 zudem als Landesinnungsmeister und vertrat die ÖVP zwischen dem 13. Februar 1964 und dem 20. November 1969 im Niederösterreichischen Landtag.